# FK Riteriai
Futbolo Klubas Riteriai, antigo Futbolo Klubas Trakai é uma equipe lituana de futebol com sede em Vilnius. Disputa a primeira divisão da Lituânia (Campeonato Lituano de Futebol).
Seus jogos são mandados no LFF Stadium, que possui capacidade para 5.400 espectadores.

## História

### 2003 - 2013
O clube foi criado em 2005 como uma forma de promover a atividade física para crianças e para a sociedade em geral. Em 2006, o clube construiu um estádio de cobertura artificial em Trakai e começou a jogar na III Lyga do Condado de Vilnius. Em 2008, eles também jogaram na Liga de Futebol de Domingo. Em 2010, foram admitidos na II Lyga - South e, em 2011, já estavam na I Lyga (segunda divisão lituana). Antes da temporada de 2013, o clube apresentou uma inscrição para jogar na A Lyga, já que todos os três primeiros colocados decidiram não buscar a promoção, prometendo jogar em Vilnius antes que os requisitos de infraestrutura adequados pudessem ser atendidos, mas no final permaneceram no mesmo nível. Eles foram promovidos a A Lyga depois de terminar em 3º na temporada 2013 da I Lyga. O clube também alcançou as semifinais da Copa de Futebol da Lituânia de 2013–14, antes de ser eliminado pelo eventual vencedor, VMFD Žalgiris. Durante o verão, o clube organiza acampamentos juvenis com convidados do AC Milan.

### 2014 - 2019
O clube começou a se preparar para a temporada de 2014 fortalecendo sua primeira equipe, que incluiu a contratação de veteranos da seleção lituana, Paulius Grybauskas, Vytautas Lukša, Darius Miceika e Tadas Labukas, além de revelar a ex-estrela Edgaras Jankauskas como seu novo técnico principal. Eles estrearam na A Lyga vitoriosamente, batendo o Klaipėdos Granitas por 2–0. Ao longo da temporada, os resultados do clube estabilizaram, mas eles conseguiram subir para o segundo lugar no intervalo do meio da temporada. O Trakai continuou a fortalecer sua equipe durante o meio da temporada. Em 19 de setembro de 2014, outra estrela da seleção nacional, Deividas Česnauskis, foi contratada. Logo depois, o clube foi eliminado da Copa de Futebol da Lituânia de 2014-15 pelo Šilas. Com 7 jogos restantes, o Trakai ainda estava na 2ª posição no campeonato, mas logo após, veio uma sequência de derrotas. Em 3 de novembro de 2014, Jankauskas foi demitido pelo clube. Virmantas Lemežis assumiu como treinador e conseguiu estabilizar as coisas. Como resultado, a equipe terminou em 4º lugar, se classificando para a Liga Europa da UEFA de 2015–16. Em 27 de novembro de 2014, o Trakai anunciou a contratação do ex-treinador do Ekranas, Valdas Urbonas, como diretor de desenvolvimento, mas durante o evento de resumo da temporada do clube, ele foi anunciado como novo técnico para a próxima temporada.  A equipe reserva do Trakai também terminou em terceiro lugar nas competições de reserva do A Lyga naquela temporada.
Em 2015, alguns jogadores veteranos deixaram o time. No dia 2 de julho de 2015, o FK Trakai estreou na pré-eliminatória da UEFA Europa League frente ao HB Torshavn das Ilhas Faroe. Trakai venceu por 7–1. No entanto, perdeu na segunda pré-eliminatória da Liga Europa para o clube cipriota Apollon Limassol. Na primeira partida, Trakai perdeu por 4-0. Na segunda partida, eles empataram em 0-0. Na temporada A Lyga de 2015, Trakai se tornou o vice-campeão da Lituânia e se classificou para a primeira pré-eliminatória da Liga Europa da UEFA de 2016–17. Foi a temporada de maior sucesso do FK Trakai. Antes da temporada de A Lyga de 2016, os principais defensores da temporada de 2015, Linas Klimavičius, Edvardas Gaurilovas, Nikolaz Apakitze, Sergej Shevchuk, Marius Šalkauskas, Ronald Solomin e Rokas Stanulevičius, deixaram a equipe. Mas a equipe conseguiu manter os líderes da temporada passada, Yuri Mamaev, Marius Rapalis e Deividas Česnauskis. Trakai salvou o núcleo da equipe e assinou contratos com alguns recém-chegados. A equipe assinou um legionário da Itália, Mattia Broli, e ex-jogadores da Seleção Nacional da Lituânia, Arūnas Klimavičius e Martynas Dapkus. Em 2018, a equipe viu uma mudança no coaching. Em maio, Oleg Vasilenko foi demitido, e Kibu Vicuña foi contratado como o treinador principal da equipe. Ele trabalhou com a equipe no torneio da Liga Europa, mas saiu em outubro e foi para o Wisła Płock.

### 2019 - presente
Em 28 de janeiro de 2019, uma reunião do Comitê Executivo teve lugar na sede da Federação Lituana de Futebol (LFF). O clube fez uma solicitação para a entidade para a alteração de nome e de sede, trocando o nome do clube de "Futbolo Klubas Trakai" para "Futbolo Klubas Riteriai" e a mudança de sede de Trakai para Vilnius. Solicitação que foi atendida, e o nome e a sede alterados. 
Em 7 de janeiro de 2020 o clube informou que Mindaugas Čepas era o novo treinador. Em 2020, muitos planos foram frustrados por conta Pandemia de COVID-19. O Riteriai começou a temporada no dia 8 de março, com derrota para o Kauno Žalgiris. As competições foram retomadas apenas em 30 de maio e os cavaleiros derrotaram o FK Žalgiris de forma inesperada. No entanto, pouco tempo depois, o time não ganhava mais e em 28 de junho perderam para seu rival FK Žalgiris Vilnius por 7-0. Após esta partida, o treinador Mindaugas Čepas renunciou. Enquanto um novo treinador não era contratado, o técnico da equipe reserva, Vaidas Sabaliauskas, tornou-se o treinador interino. Em 26 de julho de 2020, Janusz Niedźwiedź se tornou o novo treinador do FK Riteriai. Janusz nunca jogou ou treinou algum time fora da Polônia durante sua carreira. Logo alguns dias depois, em 1º de agosto, Janusz saiu do clube "por motivos pessoais e administrativos". E mais uma vez, Vaidas Sabaliauskas assumiu a posição de treinador interino novamente. O Riteriai logo anunciou o próximo treinador, em 11 de agosto de 2020, o técnico finlandês Tommi Pikkarainen. Ele comandou os jogos do clube na Liga Europa. Em 27 de setembro, mais uma goleada, dessa vez, o clube perdeu de 7-1 para a equipe do FK Sūduva. Depois desta partida, o treinador avaliou a temporada de 2020 como não das melhores. Perto do final do campeonato, a equipe do Riteriai estava na última colocação entre seis participantes, marcando apenas seis pontos durante a temporada. Na partida seguinte, os cavaleiros inesperadamente quebraram a sequência de maus resultados, após 5 meses venceram uma partida pela A Lyga. Em 6 de outubro, o clube divulgou um relatório informando que os treinamentos foram suspensos porque um dos membros da equipe (Dominykas Barauskas) tinha testado positivo para a COVID-19. O reteste foi negativo, mas a equipe permaneceu isolada. Outros membros da equipe e aqueles que entraram em contato com o jogador foram testados para o vírus. No dia 7 de outubro os testes realizados foram negativos, mas permaneceram dúvidas sobre se a partida planejada com FK Panevėžys aconteceria. Na classificação final da temporada, a equipe permaneceu na sexta e última colocação. Depois da temporada, os membros da equipe ficaram frustrados com a temporada, falando sobre a perda de autoconfiança e uma pandemia como uma das coisas que tirou a equipe do caminho para a vitória. O treinador Tommi Pikkarainen também mencionou a pandemia como um dos fatores, já que a equipe não conseguiu treinar e se preparar adequadamente para as batalhas decisivas. 

## Participação noCampeonato Lituano

### FK Trakai
| Temporada | Nível | Campeonato | Lugar | @ |
| --------- | ----- | ---------- | ----- | - |
| 2010      | 3.    | Antra lyga | 4.    |   |
| 2011      | 2.    | Pirma lyga | 4.    |   |
| 2012      | 2.    | Pirma lyga | 4.    |   |
| 2013      | 2.    | Pirma lyga | 3.    |   |
| 2014      | 1.    | A lyga     | 4.    |   |
| 2015      | 1.    | A lyga     | 2.    |   |
| 2016      | 1.    | A lyga     | 2.    |   |
| 2017      | 1.    | A lyga     | 3.    |   |
| 2018      | 1.    | A lyga     | 3.    |   |

### FK Riteriai
| Temporada | Nível | Campeonato | Lugar | @ |
| --------- | ----- | ---------- | ----- | - |
| 2019      | 1.    | A lyga     | 3.    |   |
| 2020      | 1.    | A lyga     | 6.    |   |
| 2021      | 1.    | A lyga     | 6.    |   |
| 2022      | 1.    | A lyga     | 5.    |   |
| 2023      | 1.    | A lyga     | 10.   |   |
| 2024      | 2.    | Pirma lyga | 1.    |   |

## Uniforme
| 2006-2013 Uniforme titular | 2006-2013 Uniforme alternativo | 2014-finora Uniforme titular | 2014-2017 Uniforme alternativo | 2018-finora Uniforme alternativo |

## Elenco
Atualizado em 3 de julho de 2025.
Nota: Bandeiras indicam equipe nacional, conforme definido pelas regras de elegibilidade da FIFA. Os jogadores podem ter mais de uma nacionalidade não-FIFA.
| N.º |          | Posição | Jogador                |
| --- | -------- | ------- | ---------------------- |
| 2   | Lituânia | D       | Nojus Stankevičius     |
| 4   | Suécia   | D       | Niclas Håkansson       |
| 5   | Lituânia | D       | Milanas Rutkovskis     |
| 7   | Alemanha | M       | Leif Estevez           |
| 8   | Lituânia | M       | Armandas Šveistrys     |
| 9   | Lituânia | A       | Meinardas Mikulėnas    |
| 10  | Lituânia | M       | Simas Civilka          |
| 11  | Lituânia | M       | Andrius Kaulinis       |
| 13  | Lituânia | D       | Gustas Gumbaravičius   |
| 17  | Lituânia | M       | Deimantas Rimpa        |
| 18  | Áustria  | M       | Benjamin Mulahalilovic |

| N.º |          | Posição | Jogador             |
| --- | -------- | ------- | ------------------- |
| 19  | Lituânia | M       | Rokas Stanulevičius |
| 22  | França   | M       | Axel Galita         |
| 24  | Lituânia | M       | Jonas Usavičius     |
| 30  | Lituânia | M       | Karolis Šutovičius  |
| 37  | Lituânia | G       | Artiom Šankin       |
| 44  | Lituânia | D       | Kajus Stankevičius  |
| 77  | Lituânia | A       | Ernestas Zdanovič   |
| 80  | Lituânia | D       | Matas Latvys        |
| 92  | Lituânia | G       | Kajus Andraikėnas   |

## Jogadores de destaque
- Deividas Česnauskis (2014–2018)
- Vaidotas Šilėnas (2015–2018)
- Diniar Bilialetdinov (2017–2018)